# MOL (energiebedrijf)
MOL (Magyar Olaj- és Gázipari Nyilvánosan működő Részvénytársaság) is een Hongaarse olie- en gasmaatschappij. Het is met afstand het grootste bedrijf van Hongarije.

## Activiteiten
MOL is een groot olie- en gasbedrijf. Het is actief in 30 landen en telde in 2022 zo'n 25.000 medewerkers. In 2021 behaalde het een omzet van US$ 19,6 miljard. De aandelen van MOL staan genoteerd aan de Budapest Stock Exchange.
In 2021 had het een productie van 110.000 vaten olie-equivalent (boe) per dag, hiervan was het aandeel ruwe olie zo'n 55%. In Hongarij wordt zo'n 30% van alle olie en gas gewonnen. Deze olie wordt deels verwerkt in de drie raffinaderijen van het bedrijf. De totale capaciteit is 18,7 miljoen ton olie op jaarbasis, of zo'n 380.000 vaten per dag. Verkopen vinden plaats via 2000 tankstations in negen Midden- en Zuidoost-Europese landen die onder zes merken opereren. Naast MOL worden de merknamen Slovnaft, INA, Tifon, Energopetrol en PapOil gebruikt.
FGSZ Földgázszállító is de beheerder van het gastransmissienetwerk in Hongarije en beheert ook de stations en pijplijnen die het aardgas transporteren van en naar de buurlanden. Het netwerk van pijplijnen heeft een totale lengte van 6000 kilometer. FGSZ is een monopolist en de tarieven die het de klanten in rekening brengt voor het transport en diensten zijn gereguleerd.

## Geschiedenis
De geschiedenis van het bedrijf gaat terug tot 1957 toen het staatsbedrijf OKGT (Országos Kőolaj- és Gázipari Tröszt) werd opgericht. Op 1 oktober 1991 werd het omgedoopt in MOL Rt. en begon de privatisering ervan. In 1998 was 75% van de aandelen in MOL geprivatiseerd en in 2007 had de overheid geen aandelenbelang meer.
In het jaar 2000 nam het een minderheidsbelang in het Hongaarse chemiebedrijf TVK. In 2001 werd nog een aandelenpakket bijgekocht waarmee MOL een meerderheidsbelang kreeg en TVK kon consolideren. In 2015 kocht MOL de laatste aandelen TVK en de naam werd vervolgens gewijzigd in MOL Petrochemicals.
Na een eerste pakket aandelen in 2000 kreeg MOL in 2003 een meerderheidsbelang in het Slowaakse Slovnaft. Door aandelen bij te kopen had MOL in 2004 nagenoeg alle aandelen Slovnaft in handen. In 2003 nam het ook een belang van 25% in het Kroatische INA en in 2016 was dit toegenomen tot 47,1% van de aandelen. 
In 2007 begon het Oostenrijkse OMV met de aankoop van aandelen in MOL met als uiteindelijk doel een overname. In 2010 wees het bestuur van MOL een bod af en ook de commissie van de Europese Unie stelde strikte voorwaarden waaraan OMV niet wenste te voldoen. OMV verkocht daarna het hele aandelenbelang in MOL aan de Russische oliemaatschappij Soergoetneftegaz. In die tijd nam de Hongaarse overheid een wet aan, de LEX MOL, waarin wordt bepaald dat MOL Hongaars dient te blijven. In mei 2011 nam de overheid het aandelenbelang van Soergoetneftegaz over en kreeg daarmee 21,2% van MOL in handen.
In 2012 werd Pap Oil gekocht, dit bedrijf is gevestigd in Tsjechië.
In mei 2014 sloot MOL een overeenkomst met Eni over de overname van de 208 Agiptankstations in Slowakije, Tsjechië en Roemenië. In augustus 2014 nam MOL de 44 Tsjechische tankstations van LUKoil over. In Tsjechië heeft MOL hiermee een marktaandeel van meer dan 10%.
In 2019 droeg de overheid een aandelenpakket van 10% in MOL over aan de stichting Maecenas Universitatis Corvini. De enige voorwaarde is dat deze stichting de aandelen niet mag verkopen.
In april 2020, kocht MOL een aandelenbelang van 8,9% in de Bakoe-Tbilisi-Ceyhan-pijpleiding en een belang van 9,57% in het Azeri-Chirag-Gunashli olieveld van Chevron Corporation. Deze transactie had een waarde van US$ 1,57 miljard.
In januari 2022 sloot MOL een overeenkomst met Grupa Lotos en PKN Orlen om 417 tankstations te kopen in Polen. MOL betaalt hiervoor US$ 640 miljoen. MOL komt hiermee in de top drie van Polen betreffende de verkoop van motorbrandstoffen en Polen wordt het tiende land waar MOL actief is. Het totaal aantal tankstations in handen van MOL neemt toe van 1943 naar bijna 2400.